# Габріель Руелас
Габріель Руелас (ісп. Gabriel Ruelas, 23 липня 1970) — мексиканський професійний боксер, чемпіон світу за версією WBC (1994—1995) в другій напівлегкій вазі.

## Професіональна кар'єра
Дебютував на профірингу 1988 року. 1991 року завоював вакантний титул чемпіона NABF в другій напівлегкій вазі.
20 лютого 1993 року вийшов на бій проти чемпіона світу за версією WBC в другій напівлегкій вазі Азума Нельсона (Гана) і програв рішенням більшості.
17 вересня 1994 року вийшов на бій проти нового чемпіона світу за версією WBC в другій напівлегкій вазі Джессі Джеймс Лейя (США) і переміг одностайним рішенням суддів. Провів два успішних захиста титулу, у тому числі проти Джиммі Гарсії (Колумбія), який помер через дві неділі після бою внаслідок отриманих під час бою травм.
1 грудня 1995 року вдруге зустрівся в бою з Азума Нельсоном і програв нокаутом у п'ятому раунді, втративши звання чемпіона.
4 жовтня 1997 року вийшов на бій проти чемпіона світу за версією IBF в другій напівлегкій вазі Артуро Гатті (Канада) і програв технічним нокаутом у п'ятому раунді.
2003 року завершив виступи.